# Aml Ameen
Aml Eysan Ameen, född 30 juli 1985 i Camden Town, London, är en brittisk skådespelare. Han är bland annat känd för rollerna som Trife i Kidulthood, Lewis Hardy i The Bill, Malcolm i Harry's Law och som Alby i The Maze Runner.

## Filmografi
| År        | Titel              | Roll                  | Noteringar                                      |
| --------- | ------------------ | --------------------- | ----------------------------------------------- |
| 2003      | EastEnders         | Simon                 | 1 avsnitt                                       |
| 2004      | Bella and the Boys | Terry                 | Huvudroll                                       |
| 2004      | Holby City         | Bradley Norris        | TV-serie (Avsnitt: "The Kindness of Strangers") |
| 2006      | Kidulthood         | Trevor "Trife" Hector | Filmdebut                                       |
| 2006-2007 | The Bill           | PC Lewis Hardy        | Huvudroll                                       |
| 2008      | Fallout            | Dwayne Edmons         |                                                 |
| 2008      | Silent Witness     | AJ                    | 2 avsnitt                                       |
| 2008      | Dis/Connected      | Anthony               | Huvudroll                                       |
| 2010      | Shank              | Bus Conductor         | Cameo                                           |
| 2010      | Second Chance      | Aaron Bently          | Kortfilm                                        |
| 2011-2012 | Harry's Law        | Malcolm Davies        | Huvudroll (säsong 1), gästroll (säsong 2)       |
| 2012      | CSI: Miami         | Jack Brody            | TV-serie (Avsnitt: "At Risk")                   |
| 2012      | Red Tails          | Bag O'Bones           |                                                 |
| 2012      | The Naked Poet     | Ryan                  |                                                 |
| 2013      | The Butler         | Young Cecil           |                                                 |
| 2014      | The Maze Runner    | Alby                  |                                                 |
| 2014      | Beyond the Lights  | Trey                  |                                                 |
| 2015      | Sense8             | Capheus               | Huvudroll                                       |
| 2015      | Lila & Eve         | Stephon               |                                                 |
| 2020      | I May Destroy You  | Simon                 |                                                 |
| 2023      | Rustin             | Martin Luther King    |                                                 |